# РД-843
РД-843 — український рідинний ракетний двигун, що працює на паливній парі НДМГ і АТ. Двигун розрахований на 5 запусків у польоті, і може здійснювати відхилення до 10 градусів у кожному напрямку.
Двигун був розроблений КБ Південне для компанії Fiat Avio і виготовлений на заводі Південмаш. Він використовує камеру згоряння від двигуна РД-869, від радянської МБР СС-18 Сатана. РД-843 пройшов випробування в 74 тестах, 140 запалюваннях, досягнувши в цілому напрацювання в 8201 сек., що приблизно дорівнює 12 термінам служби на 4 двигунах. Станом на грудень 2015 року він був успішно використаний на п'ятьох орбітальних запусках.
Нині використовується як основний двигун «Вега» на верхній ступені AVUM. Німецьке агентство аерокосмічних технологій планує працювати з італійцями, щоб розробити заміну РД-843.

## Історія використання
5 грудня 2016 року о 15:51 за київським часом з космодрому Куру у Французькій Гвіані відбувся успішний пуск європейської ракети-носія легкого класу «Вега» з турецьким розвідувальним супутником Gokturk-1. Ракета-носій «Вега» розроблена Європейським космічним агентством (ESA) спільно з Італійським космічним агентством (ASI). Маршовий двигун РД-843 для 4-го ступеня ракети-носія розроблений Державним підприємством «Конструкторське бюро «Південне» ім. М.К. Янгеля та виготовлений Державним підприємством «Виробниче об’єднання «Південний машинобудівний завод ім. О.М. Макарова». Зазначений пуск був восьмим в рамках програми «Вега» та другим у 2016 році.
7 березня 2017 року о 3:49 за київським часом на космодромі "Куру" у Французькій Гвіані відбувся успішний пуск європейської ракети-носія легкого класу «Вега», який вивів на орбіту супутник Sentinel-2B у рамках європейської програми глобального моніторингу навколишнього середовища й безпеки Copernicus. Пуск є дев'ятим у програмі «Вега».
2 серпня 2017 року 4:58:33 за київським часом з космодрому Куру у Французькій Гвіані відбувся успішний пуск європейської ракети-носія легкого класу Vega. Маршовий двигун РД-843 4-го ступеня ракети-носія розроблений ДП «Конструкторське бюро« Південне» ім. М.К.Янгеля та виготовлений ДП «Виробниче об'єднання «Південний машинобудівний завод ім. О.М.Макарова». Ракета-носій вивела на сонячно-синхронні орбіти два супутники ДЗЗ, виготовлених ізраїльським оборонним концерном Israel Aerospace Industries (IAI): OPTSAT-3000 (вагою 368 кг) на замовлення Міноборони Італії і Venμs (вагою 264 кг) для проєкту Ізраїльського космічного агентства (ISA) і Національного центру космічних досліджень Франції (CNES).
16 листопада 2021 року, об 11:27 за київським часом, з космодрому Куру (Французька Гвіана) відбувся 18-й успішний пуск європейської ракети-носія (РН) легкого класу Vega. РН Vega вивела на орбіту три розвідувальні супутники CERES на замовлення Міністерства оборони Франції. Двигун РД-843, який використовують у складі рідинної рушійної установки 4-го ступеня РН Vega, розроблено ДП КБ «Південне» та виготовлено ДП «ВО Південний машинобудівний завод»
.